# Yvonne Chauffin
Yvonne Chauffin, née le 26 mars 1905 à Lille, morte le 6 décembre 1995 à Caudan, est une romancière française qui a vécu dans le Finistère à Rédené. Catholique, elle a été critique au Pèlerin.
Elle a créé et animé l'association "Islamo-chrétienne" et milité pour l'entente entre les musulmans et les chrétiens.

## Œuvre
- Marqués sur l'épaule, Amiot Dumont 1952 ;
- Les Rambourt, roman, Table Ronde : I. Que votre volonté soit faite, 1952 ; II. Le combat de Jacob, 1953 ; III. La porte des Hébreux, 1954 ; IV. Le voyage de Tobie, 1955 (Grand prix catholique de littérature en 1956)
- La Brûlure, roman, Le livre contemporain, 1958
- La Marion du Faoüet, Roman, 1960
- Saint Jérôme, France Empire, 1961
- Risquer sa chance sur Dieu, Essai, France Empire, 1961
- Le Carrelage, 1961
- Le Séminariste, 1967
- La Cellule, roman, Plon, 1970, Prix Bretagne 1970
- Les Amours difficiles, roman, 1976
- L'Église est liberté : le cardinal Koenig, essai
- Le Tribunal du merveilleux, 1976 (avec Marc Oraison)

### Source
- Les Noms qui ont fait l'histoire de Bretagne, Coop Breizh et Institut culturel de Bretagne, 1997, notice de Marie-Madeleine Martinie.